# Ten Records
La Ten Records è un'etichetta discografica inglese.
Tra le band principali poste sotto il suo contratto vi furono i Manowar che nel 1984 produssero con questa casa il disco Sign of the Hammer, piazzatosi alla posizione #73 delle classifiche europee.